# Ersa

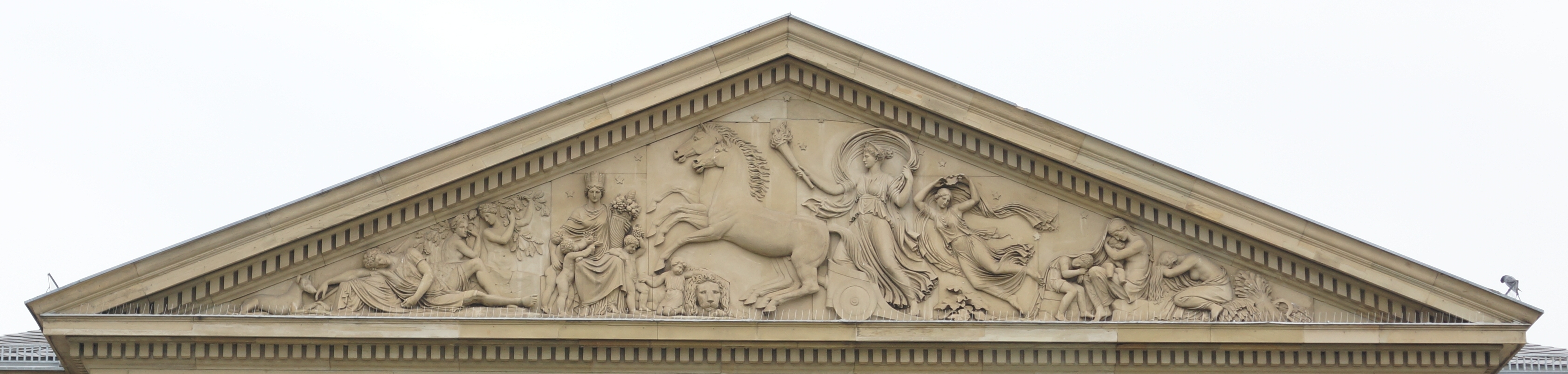
Friedrich Distelbarth: Artemis-Selene-Relief (1830), Ausschnitt

Ersa (altgriechisch Ἔρσα Érsa) war in der griechischen Mythologie die Göttin des Taues. Sie war wie ihre beiden Schwestern Pandia und Nemea eine Tochter des Zeus und der Selene.
Die Göttin Ersa wird in der antiken Literatur nur von Plutarch in seinen Moralischen Schriften an drei Stellen erwähnt.
Dort zitiert er den griechischen Lyriker Alkman (7. Jh. v. Chr.), dessen Werk größtenteils verlorenging und meist nur bruchstückhaft aus Zitaten anderer Schriftsteller bekannt ist.
ἔρσα érsa und ἕρση hérsē bedeuten beide „Tau“. Es ist jedoch „nicht sicher, ob man sie [Ersa] mit Herse, der Tochter von Kekrops und Aglauros, gleichsetzen kann, obwohl ihre [Herses] Schwester Pandrosos [„Allbetauende“] einen Namen trägt, der auch sie mit Tau in Verbindung bringt.“ Außer dem Relief scheint kein Kunstwerk mit einer Darstellung einer Ersa bekannt.